# Rückershausen (Bad Laasphe)
Rückershausen (mundartlich Röggaschhause) ist ein westlicher Stadtteil von Bad Laasphe im nordrhein-westfälischen Kreis Siegen-Wittgenstein. 

## Geographie

### Lage
Rückershausen befindet sich am Westrand des Stadtgebiets von Bad Laasphe an der Grenze zur Gemeinde Erndtebrück und hat eine Fläche von 1,17 km². Zwischen Rückershausen und Erndtebrück erhebt sich die zu den südlichen Bergen des Rothaargebirges gehörige Ebschloh (686,3 m ü. NN). Von der Kernstadt Bad Laasphe ist Rückershausen rund 8 km (Luftlinie) entfernt.

### Nachbarorte
- Rüppershausen
- Oberndorf (Bad Laasphe)
- Weide (Bad Laasphe)
- Feudingen
- Benfe (Erndtebrück)

## Geschichte
1492 wird der Ort namentlich erstmals erwähnt. 1538 gehört Rückershausen genau wie sein Nachbarort Rüppershausen zum Hause Wittgenstein. 1662 gehört der Ort zur Schultheißerei Feudingen. Der Ort besteht jetzt aus drei Häusern. 1845 erfolgt die Zuordnung zum Amt Erndtebrück. 
Seit der Durchführung des Sauerland/Paderborn-Gesetzes am 1. Januar 1975 gehört Rückershausen zur Stadt Bad Laasphe.

### Einwohnerentwicklung
- 1854: 173 Einwohner in 22 Häusern
- 1900: 198 Einwohner
- 1961: 373 Einwohner[1]
- 1970: 432 Einwohner[1]
- 1974: 440 Einwohner[2]
- 2007: 600 Einwohner

## Freizeit und Tourismus
Die Ortschaft ist ein beliebtes Wintersportzentrum mit einem weitverzweigten Loipennetz, Abfahrtshängen und der Möglichkeit zum Skispringen auf der kleinen und großen Lahntalschanze. Seit 2010 ist die kleine Lahntalschanze zur Ganzjahresschanze umgebaut worden. Betrieben werden beide Schanzen vom 1951 gegründeten Ski Club Rückershausen. Der Verein ist in den Disziplinen Skilanglauf, Skispringen, Inliner, Laufsport und Wandern aktiv.